# Seznam křížových cest v Karlovarském kraji
Seznam křížových cest v Karlovarském kraji obsahuje křížové cesty dochované i zaniklé. Je řazen podle umístění a nemusí být úplný.

## Seznam
| Křížová cesta       | Fotografie | Galerie                                                                                  | Maximální nadmořská výška (m n. m.) | Délka (km) | Rok        | Okres        | Souřadnice                       |
| ------------------- | ---------- | ---------------------------------------------------------------------------------------- | ----------------------------------- | ---------- | ---------- | ------------ | -------------------------------- |
| Dolní Žandov (†)    |            |                                                                                          | 560                                 |            |            | Cheb         | 50°1′24″ s. š., 12°32′45″ v. d.  |
| Horní Pelhřimov (†) |            |                                                                                          | 590                                 |            |            | Cheb         | 50°4′16″ s. š., 12°19′8″ v. d.   |
| Cheb (†)            |            |                                                                                          | 430                                 |            |            | Cheb         | 50°5′6″ s. š., 12°23′18″ v. d.   |
| Chyše               |            | Kategorie „Stations of the Cross in Chyše“ na Wikimedia Commons                          | 475                                 |            | 1863       | Karlovy Vary | 50°6′19″ s. š., 13°15′12″ v. d.  |
| Litrbachy (†)       |            |                                                                                          | 800                                 |            |            | Sokolov      | 50°6′ s. š., 12°43′48″ v. d.     |
| Nejdek              |            | Kategorie „Stations of the Cross in Nejdek“ na Wikimedia Commons                         | 650                                 | 1,6        | 1858       | Karlovy Vary | 50°19′28″ s. š., 12°44′10″ v. d. |
| Prameny             |            | Kategorie „Stations of the Cross in Prameny“ na Wikimedia Commons                        | 783                                 |            | 1850       | Cheb         | 50°2′54″ s. š., 12°43′10″ v. d.  |
| Starý Hrozňatov     |            | Kategorie „Stations of the Cross to Maria Loreto (Starý Hrozňatov)“ na Wikimedia Commons | 510                                 | 7          | 1689       | Cheb         | 50°1′35″ s. š., 12°23′57″ v. d.  |
| Valeč               |            | Kategorie „Stations of the Cross in Valeč (Karlovy Vary District)“ na Wikimedia Commons  | 570                                 |            | 1741, 2017 | Karlovy Vary | 50°10′13″ s. š., 13°14′46″ v. d. |